# Somabrachys manastabal
Somabrachys manastabal is een vlinder uit de familie van de Somabrachyidae. De wetenschappelijke naam van de soort is voor het eerst geldig gepubliceerd in 1911 door Oberthür.